# Olympisch Stadion (Turijn)
Het Olympisch Stadion (officieel: Stadio Grande Torino, daarvoor Stadio Municipale Benito Mussolini en Stadio Comunale Vittorio Pozzo) is een stadion in Turijn en diende als accommodatie voor de openings- en sluitingsceremonie tijdens de Olympische Winterspelen 2006. Het stadion is gelegen in de wijk Santa Rita in het zuiden van Turijn

## Geschiedenis
Het stadion werd gebouwd in 1933 en heette toen nog Stadio Municipale Benito Mussolini. Juventus nam in 1933 haar intrek in het stadion. Na de Tweede Wereldoorlog werd het hernoemd naar Stadio Comunale. In 1958 ging ook Torino FC het stadion bespelen. Beide clubs bleven het stadion gebruiken tot de bouw van het Stadio delle Alpi in 1990.

### Olympische Winterspelen
Met het oog op de Olympische Spelen 2006 in Turijn is het stadion vanaf oktober 2003 grondig onder handen genomen. Tijdens de renovaties is onder meer het ticketbureau in de oude stadsmuur aangepakt. Tevens is het stadion aangepast aan de huidige eisen en is een nieuw overdekt zitgedeelte toegevoegd. Bovendien is de bezoekerscapaciteit, door middel van tijdelijke constructies, uitgebreid tot 27.500. Tijdens de ceremonies van de Olympische Spelen konden er zelfs 35.000 toeschouwers het stadion in.

### Na de Spelen
Na afloop van de Winterspelen werd het stadion de vaste thuishaven van Torino FC dat hiervoor een 99-jarig huurcontract met de gemeente heeft afgesloten. In ruil hiervoor heeft de club de renovaties op zich genomen. Het stadion heeft de naam Stadio Grande Torino gekregen, naar de bijnaam van het succesteam van de club dat in 1949 verongelukte bij een vliegtuigongeval.
Tot de bouw van de Juventus Arena in 2011 was voltooid, werkte Juventus haar wedstrijden hier af.

### EK- en WK-interlands
| № | Datum        | Wedstrijd                       | Uitslag | Competitie             | Toeschouwers |
| - | ------------ | ------------------------------- | ------- | ---------------------- | ------------ |
| 1 | 27 mei 1934  | Oostenrijk – Frankrijk          | 3 – 2   | WK 1934 - Eerste ronde | 16.000       |
| 2 | 31 mei 1934  | Tsjecho-Slowakije – Zwitserland | 3 – 2   | WK 1934 - Kwartfinale  | 12.000       |
| 3 | 12 juni 1980 | België – Engeland               | 1 – 1   | EK 1980 - Groepsfase   | 15.186       |
| 4 | 15 juni 1980 | Engeland – Italië               | 0 – 1   | EK 1980 - Groepsfase   | 59.646       |
| 5 | 17 juni 1980 | Griekenland – West-Duitsland    | 0 – 0   | EK 1980 - Groepsfase   | 13.901       |

### Overige interlands
| №  | Datum             | Wedstrijd            | Uitslag | Competitie           | Toeschouwers |
| -- | ----------------- | -------------------- | ------- | -------------------- | ------------ |
| 1  | 11 februari 1934  | Italië – Polen       | 2 – 4   | Vriendschappelijk    | 54.000       |
| 2  | 25 april 1937     | Italië – Hongarije   | 2 – 0   | Vriendschappelijk    | 28.000       |
| 3  | 3 maart 1940      | Italië – Zwitserland | 1 – 1   | Vriendschappelijk    | 40.805       |
| 4  | 11 mei 1947       | Italië – Hongarije   | 3 – 2   | Vriendschappelijk    | 73.000       |
| 5  | 16 mei 1948       | Italië – Engeland    | 0 – 4   | Vriendschappelijk    | 58.000       |
| 6  | 29 mei 1955       | Italië – Joegoslavië | 0 – 4   | Vriendschappelijk    | 65.000       |
| 7  | 4 november 1961   | Italië – Israël      | 6 – 0   | WK 1962 kwalificatie | 60.799       |
| 8  | 14 december 1963  | Italië – Oostenrijk  | 1 – 0   | Vriendschappelijk    | 35.000       |
| 9  | 22 juni 1966      | Italië – Argentinië  | 3 – 0   | Vriendschappelijk    | 65.000       |
| 10 | 24 mei 1969       | Italië – Bulgarije   | 0 – 0   | Vriendschappelijk    | 60.000       |
| 11 | 20 september 1972 | Italië – Joegoslavië | 3 – 1   | Vriendschappelijk    | 59.000       |
| 12 | 14 juni 1973      | Italië – Engeland    | 2 – 0   | Vriendschappelijk    | 44.941       |
| 13 | 7 april 1976      | Italië – Portugal    | 3 – 1   | Vriendschappelijk    | 36.121       |
| 14 | 15 oktober 1977   | Italië – Finland     | 6 – 1   | WK 1978 kwalificatie | 62.888       |
| 15 | 20 september 1978 | Italië – Bulgarije   | 1 – 0   | Vriendschappelijk    | 22.419       |
| 16 | 19 april 1980     | Italië – Polen       | 2 – 2   | Vriendschappelijk    | 50.000       |
| 17 | 15 november 1980  | Italië – Joegoslavië | 2 – 0   | WK 1982 kwalificatie | 50.677       |
| 18 | 14 november 1981  | Italië – Griekenland | 1 – 1   | WK 1982 kwalificatie | 39.670       |
| 19 | 9 september 2009  | Italië – Bulgarije   | 2 – 0   | WK 2010 kwalificatie | 26.122       |
| 20 | 29 mei 2016       | Roemenië – Oekraïne  | 3 – 4   | Vriendschappelijk    | 12.000       |
| 21 | 6 oktober 2017    | Italië – Macedonië   | 1 – 1   | WK 2018 kwalificatie | 22.603       |
| 22 | 23 maart 2018     | Marokko – Servië     | 2 – 1   | Vriendschappelijk    | 15.700       |

Stadio Renato Dall'Ara (Bologna) · Stadio Luigi Ferraris (Genua) · Stadio Comunale Giovanni Berta (Florence) · Stadio Nazionale PNF (Rome) · Stadio San Siro (Milaan) · Stadio Giorgio Ascarelli (Napels) · Stadio Mussolini (Turijn) · Stadio Giuseppe Grezar (Triëst)
Giuseppe Meazza (AC Milan/Inter Milan) ·
Olimpico (AS Roma/SS Lazio) ·
Atleti Azzuri (Atalanta Bergamo) ·
Renato Dall'Ara (Bologna) ·
Giovanni Zini (Cremonese) ·
Carlo Castellani (Empoli) ·
Artemio Franchi (Fiorentina) ·
Marcantonio Bentegodi (Hellas Verona) ·
Allianz Stadium (Juventus) ·
Via del Mare (Lecce) ·
Brianteo (Monza) ·
Diego Armando Maradona (Napoli) ·
Arechi (Salernitana) ·
Luigi Ferraris (Sampdoria) ·
Città del Tricolore (Sassuolo) ·
Alberto Picco (Spezia) ·
Olimpico di Torino (Torino) ·
Friuli (Udinese)
Cino e Lillo Del Duca (Ascoli) ·
San Nicola (Bari) ·
Ciro Vigorito (Benevento) ·
Mario Rigamonti (Brescia) ·
Unipol Domus (Cagliari) ·
Pier Cesare Tombolato (Cittadella) ·
Giuseppe Sinigaglia (Como) ·
San Vito-Gigi Marulla (Cosenza) ·
Benito Stirpe (Frosinone) ·
Luigi Ferraris (Genoa) ·
Alberto Braglia (Modena) ·
Renzo Barbera (Palermo) ·
Ennio Tardini (Parma) ·
Renato Curi (Perugia) ·
Garibaldi-Romeo Anconetani (Pisa) ·
Oreste Granillo (Reggina) · 
Paolo Mazza (SPAL) ·
Druso (Südtirol) ·
Libero Liberati (Ternana) ·
Pierluigi Penzo (Venezia)